# 조태일시문학관
조태일시문학관은 전라남도 곡성군에 위치한 조태일 문학관이다.

## 문학관 기본정보
- 기본정보
- 조태일 시인(1941~1999년)은 곡성 태안사에서 대처승의 아들로 태어났으며, 1964년 경향신문 신춘문예에 ‘아침선박’의 당선으로 문단에 등단하였다.
- 이후 1969년 시전문지 ‘시인’을 창간하였고, ‘식칼론’을 비롯하여 여덟권의 시집을 간행하였다.
- 시문학기념관과 시집전시관은 문단에 길이 남을 민족시인 조태일의 문학세계를 기리고, 예비 문학도들의 창작 공간 마련을 위하여 2003년도에 건립 되었으며, 태안사를 찾는 관광객은 물론 전국의 많은 문학인들이 이곳을 찾고 있다.
- 「조태일 시문학 기념관」은 조태일 시인의 유품과 작품, 시인을 기리는 문학 작품 등 2,000여점이 전시되어 있으며, 「시집전시관」은 우리나라 최초의 근대시집인 최남선의 ‘백팔번뇌’, 최초의 번역시집 ‘오뇌의 무도’ 등 희귀본에서 최근 작품까지 3,000여점의 시집이 전시되어 있다.

## 의의와 평가
조태일시문학기념관은 민족시인 조태일의 문학세계를 기리고 예비 문학도들의 창작공간 마련을 위하여 건립되었으며, 현재 태안사를 찾는 관광객은 물론 전국의 많은 문학인들이 이곳을 찾고 있다. 시인 이윤하(건축사사무소 노둣돌 대표)의 설계로 지어진 조태일시문학기념관은 제1회 대한민국 목조건축 대전에서 본상을 수상하였다.

## 시설현황
- 조태일 시문학 기념관(245.76㎡), 시집 전시관(313.07㎡), 세미나실 1실, 창작실 4실
- 전시내용
  - 조태일 시문학 기념관: 조태일 시인 유품, 시인을 기리는 문학작품 2,000여점
  - 시집전시관: 우리나라 최초의 근대시집인 최남선의‘백팔번뇌’, 최초의 번역시집 ‘오뇌의 무도’ 등 희귀본에서 최근 작품까지 3,000여점의 시집